# Chiesa dell'Annunciazione di Maria (Storo)
La chiesa dell'Annunciazione di Maria è la parrocchiale di Lodrone, frazione di Storo in Trentino. Fa parte della zona pastorale delle Giudicarie nell'arcidiocesi di Trento e risale al XV secolo.

## Storia

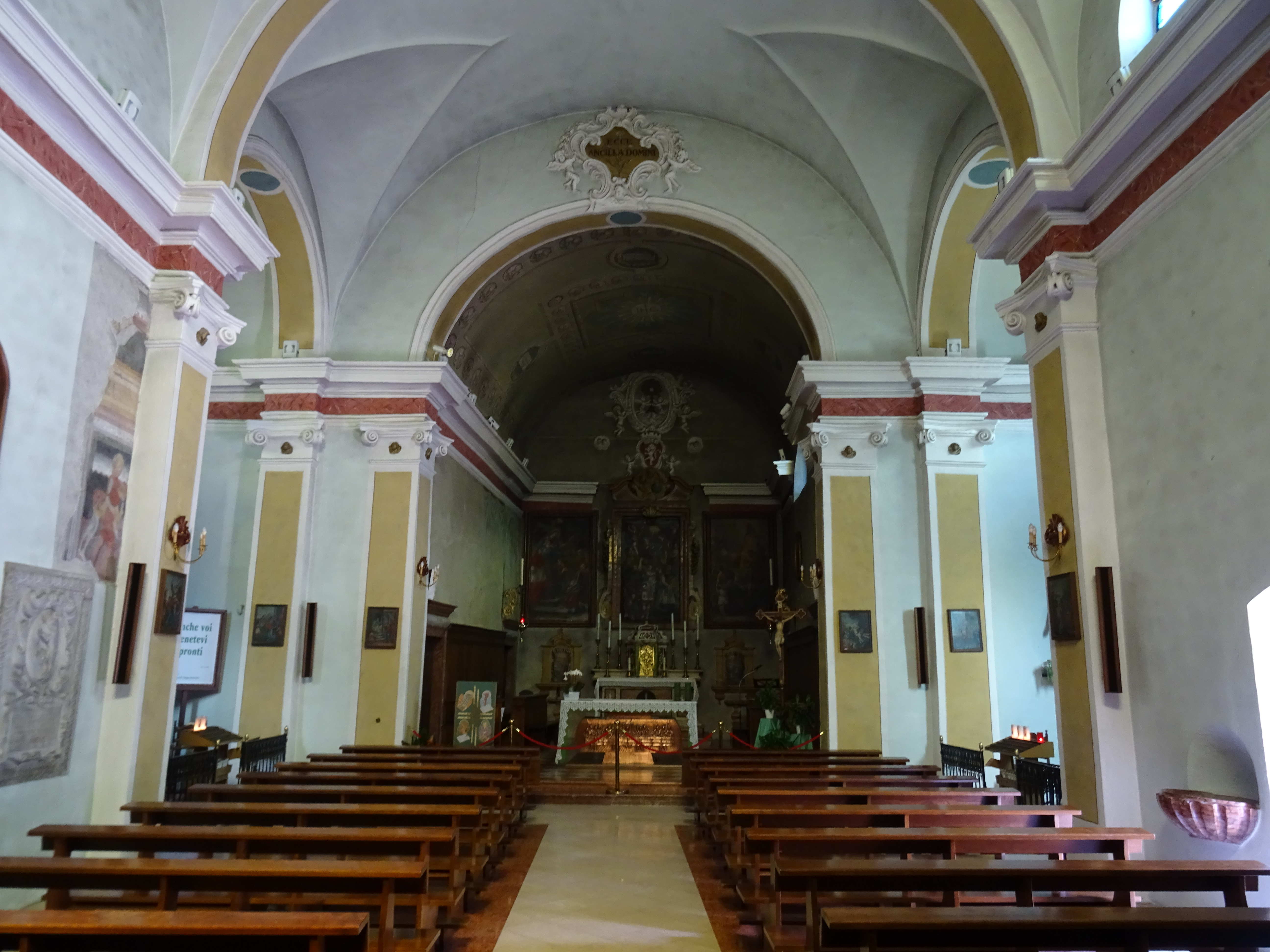
Interno

Si stima che luogo di culto sia stato eretto a partire dall'inizio della seconda metà del XV secolo poiché viene ricordato in un documento del 1499 nel quale i Lodron chiedono al principe vescovo di Trento Udalrico di Lichtenstein di poterlo consacrare a Santa Maria Annunziata. Sugli affreschi nella sala presenti nella parete di sinistra vicino all'ingresso si vede la data 1478 che dovrebbe corrispondere al momento di chiusura del cantiere. Tali affreschi raffigurano la Madonna con Gesù Bambino e Santi e altri dipinti, solo in parte conservati, si trovano nella seconda campata e risalgono probabilmente a un periodo leggermente posteriore. In seguito alla richiesta dei conti la chiesa venne consacrata e le venne concessa la custodia eucaristica unitamente alla possibilità di disporre di un cimitero per la comunità.
All'inizio del XVI secolo la sala venne ancora arricchita di decorazioni ad affresco e nel 1579 venne cambiata la dedicazione, che fu da allora per San Bernardino. Durante la visita pastorale del 1579 di Ludovico Madruzzo tale modifica venne rilevata anche se l'altare maggiore risultava ancora dedicato a Santa Maria Annunziata. A partire dal 1694 venne ripristinata la dedicazione iniziale e nel contempo iniziarono i lavori di ampliamento con l'aggiunta di cappelle laterali e di un nuovo presbiterio. Gli atti visitali del 1708 descrivono la chiesa con tre altari e ad uno stato di lavori avanzato. Nel 1722 l'ampliamento venne concluso, anche con l'arricchimento di decorazioni a stucco e la posa di nuovi altari.
Durante la prima guerra d'indipendenza italiana, nel 1848, la chiesa venne saccheggiata dai Corpi Volontari Lombardi. Problemi di carattere economico, iniziati già nella prima metà del XIX secolo, portarono a una crescente difficoltà di gestione da parte della famiglia Lodron e dei proprietari dell'edificio sacro che a loro erano succeduti sino a quando, nel 1910, tutti rinunciarono ai diritti e il bene passò alla diocesi di Trento che nel 1913, per la ricorrenza della festività dell'Immacolata Concezione della Beata Vergine Maria, la elevò a dignità di chiesa parrocchiale.
Nel 1924 la torre campanaria storica venne abbattuta in una situazione di contrapposizioni di interessi che vedevano schierati su fronti opposti la popolazione locale e la soprintendenza trentina. Le campane vennero prima vendute poi sequestrate ma la riedificazione iniziò quasi subito mentre cominciò pure un lavoro di restauro conservativo della struttura.
Alla fine degli anni sessanta venne realizzato il lavoro di adeguamento liturgico ponendo al centro del presbiterio la mensa rivolta al popolo. La custodia eucaristica è stata mantenuta nel suo tabernacolo originale nell'altare maggiore storico. Il fonte battesimale è stato spostato in avanti nella cappella laterale a sinistra.
Tra il 1982 e il 1983 fu necessario un lavoro di consolidamento statico e nello stesso momento la chiesa venne ritinteggiata. sottoposta ad un intervento di consolidamento strutturale e fu interamente ritinteggiata. Col XXI secolo si è iniziato a recuperare parte dei dipinti ad affresco in precedenza scialbati e a procedere a un nuovo lavoro di restauro conservativo e adeguamento degli impianti.

## Descrizione

### Esterni
Il luogo di culto sorge a Lodrone, estremo lembo a sud est del territorio provinciale e mostra orientamento verso nord-est. La facciata a capanna con due spioventi è molto semplice, con portale architravato sormontato in asse dalla grande finestra a lunetta che porta luce alla sala. La torre campanaria si alza in posizione arretrata sulla sinistra e la sua cella si apre con quattro grandi finestre a monofora con piccole colonne ai lati.

### Interni
La navata interna è unica con volta a botte e ampliata dalle due cappelle laterali. Il presbiterio è leggermente rialzato. Tra le decorazioni interne meritano attenzione alcune raffigurazioni di santi e la Madonna in trono con il Bambino e San Simonino attribuiti a vari artisti di scuola lombarda, tra i quali Simone e Dionisio Baschenis. Nella sala si conserva la lapide di Paride Lodron e della consorte Gerolama Calepini. La pala d'altare raffigura Angioletti che trasportano il dipinto dell'Annunciazione di Maria. Nel 2008 sono stati oggetto di furto due piccoli tabernacoli di lato all'altare maggiore con pregevoli finestrelle in rame dipinte ad olio.